# James Carr
För andra betydelser, se James Carr (olika betydelser).
James Carr, född 13 juni 1942 i Coahoma, Mississippi, död 7 januari 2001 i Memphis, Tennessee, var en amerikansk R&B- och soulsångare.
Carr var son till en predikant och började sjunga i kyrkan och med gospelgrupper. På 1960-talet fick han skivkontrakt på det lilla bolaget Goldwax Records. Under 1960-talets andra hälft släppte han ett flertal singlar som sålde bra hos den afroamerikanska befolkningen, men lyckades inte få något brett popgenombrott. Sin första listframgång fick han 1966 med "You've Got My Mind Messed Up" 1966. Hans mest berömda låt "The Dark End of the Street" lanserades 1967. Flera stora artister så som The Flying Burrito Brothers, Aretha Franklin, Ry Cooder och Linda Ronstadt har senare spelat in den. Hans karriär stannade av på 1970-talet på grund av tilltagande schizofreni och narkotikamissbruk. 1991 gjorde han comeback med albumet Take Me To The Limit och släppte ännu ett album 1994. 1997 diagnostiserades han med lungcancer och avled till följd av sjukdomen 2001.

## Diskografi, album
- You Got My Mind Messed Up (1966)
- A Man Needs a Woman (1968)
- Take Me to the Limit (1991)
- Soul Survivor (1994)